# Saison 2008 de l'équipe cycliste Rabobank
La saison 2008 est la treizième année d'activité de l'équipe cycliste Rabobank.

## Effectif

### Coureurs
| Cycliste            | Date de naissance | Nationalité | Équipe 2007               |
| ------------------- | ----------------- | ----------- | ------------------------- |
| Mauricio Ardila     | 12.05.1979        | Colombie    |                           |
| Jan Boven           | 28.02.1972        | Pays-Bas    |                           |
| Graeme Brown        | 09.04.1979        | Australie   |                           |
| Thomas Dekker¹      | 06.09.1984        | Pays-Bas    |                           |
| Michiel Elijzen     | 31.08.1982        | Pays-Bas    | Cofidis                   |
| Theo Eltink         | 27.11.1981        | Pays-Bas    |                           |
| Jos van Emden²      | 18.02.1985        | Pays-Bas    |                           |
| Juan Antonio Flecha | 17.09.1977        | Espagne     |                           |
| Rick Flens          | 11.04.1983        | Pays-Bas    |                           |
| Óscar Freire        | 15.02.1972        | Espagne     |                           |
| Robert Gesink       | 31.05.1986        | Pays-Bas    |                           |
| Bram de Groot       | 18.12.1974        | Pays-Bas    |                           |
| Mathew Hayman       | 20.04.1978        | Australie   |                           |
| Pedro Horrillo      | 27.09.1974        | Espagne     |                           |
| Dmitry Kozontchuk   | 05.04.1984        | Russie      |                           |
| Sebastian Langeveld | 17.01.1985        | Pays-Bas    |                           |
| Tom Leezer          | 26.12.1985        | Pays-Bas    | Rabobank Continental Team |
| Gerben Löwik        | 29.06.1977        | Pays-Bas    |                           |
| Marc de Maar        | 15.02.1984        | Pays-Bas    |                           |
| Paul Martens        | 26.10.1983        | Allemagne   | Skil-Shimano              |
| Denis Menchov       | 25.01.1978        | Russie      |                           |
| Koos Moerenhout     | 05.11.1973        | Pays-Bas    |                           |
| Bauke Mollema       | 26.11.1986        | Pays-Bas    | Rabobank Continental Team |
| Grischa Niermann    | 03.11.1975        | Allemagne   |                           |
| Joost Posthuma      | 08.03.1981        | Pays-Bas    |                           |
| Kai Reus            | 11.03.1985        | Pays-Bas    |                           |
| Bram Tankink        | 03.12.1978        | Pays-Bas    | Quick Step-Innergetic     |
| Laurens ten Dam     | 13.11.1980        | Pays-Bas    | Unibet.com                |
| William Walker      | 31.10.1985        | Australie   |                           |
| Pieter Weening      | 05.04.1981        | Pays-Bas    |                           |

¹ jusqu'au 14/08 

² depuis le 01/09

## Bilan de la saison

### Victoires
Victoires sur le ProTour
| Date       | Course                      | Pays     | Classe | Vainqueur    |
| ---------- | --------------------------- | -------- | ------ | ------------ |
| 09/04/2008 | Gand-Wevelgem               | Belgique | PT     | Óscar Freire |
| 14/06/2008 | 1re étape du Tour de Suisse | Suisse   | PT     | Óscar Freire |

Victoires sur les Circuits continentaux
| Date       | Course                                         | Pays             | Classe              | Vainqueur |
| ---------- | ---------------------------------------------- | ---------------- | ------------------- | --------- |
| 11/02/2008 | Trofeo Cala Millor-Cala Bona                   | Espagne          | Graeme Brown        |           |
| 20/02/2008 | 3e étape du Tour de Californie                 | États-Unis       | Robert Gesink       |           |
| 04/03/2008 | 1re étape du Tour de Murcie                    | Espagne          | Graeme Brown        |           |
| 12/03/2008 | 1re étape de Tirreno-Adriatico                 | Italie           | Óscar Freire        |           |
| 15/03/2008 | 4e étape de Tirreno-Adriatico                  | Italie           | Óscar Freire        |           |
| 17/03/2008 | 6e étape de Tirreno-Adriatico                  | Italie           | Óscar Freire        |           |
| 29/03/2008 | 1re étape du Critérium international           | France           | Laurens ten Dam     |           |
| 03/04/2008 | 3eb étape des Trois Jours de La Panne          | Belgique         | Joost Posthuma      |           |
| 03/04/2008 | Classement général des Trois Jours de La Panne | Belgique         | Joost Posthuma      |           |
| 08/06/2008 | Classement général du Tour de Luxembourg       | Luxembourg       | Joost Posthuma      |           |
| 19/07/2008 | 14e étape de Tour de France                    | France           | Óscar Freire        |           |
| 23/08/2008 | 4e étape du Rothaus Regio-Tour                 | Allemagne        | Grischa Niermann    |           |
| 10/09/2008 | 11e étape du Tour d'Espagne                    | Espagne          | Óscar Freire        |           |
| 06/10/2008 | Circuit franco-belge                           | France/ Belgique | Juan Antonio Flecha |           |

### Classements UCI ProTour

#### Individuel
Classement au ProTour 2008 des coureurs de l'équipe Rabobank.
| Rang | Coureur             | Points |
| ---- | ------------------- | ------ |
| 23   | Óscar Freire        | 47     |
| 29   | Denis Menchov       | 41     |
| 37   | Juan Antonio Flecha | 35     |
| 41   | Robert Gesink       | 30     |
| 62   | Joost Posthuma      | 20     |
| 67   | Bauke Mollema       | 15     |
| 80   | Bram Tankink        | 10     |
| 101  | Graeme Brown        | 4      |
| 124  | Laurens ten Dam     | 2      |
| 146  | Mathew Hayman       | 1      |

#### Équipe
L'équipe Rabobank a terminé à la 10e place (sur 18) du classement par équipes avec 156 points.
Détail des points obtenus
| Dates               | Course                       | Place au classement par équipes | Points obtenus |
| 22-27 janvier       | Tour Down Under              | 14e                             | 7              |
| 6 avril             | Tour des Flandres            | 5e                              | 16             |
| 9 avril             | Gand-Wevelgem                | 15e                             | 6              |
| 7-12 avril          | Tour du Pays basque          | 1re                             | 20             |
| 20 avril            | Amstel Gold Race             | 3e                              | 18             |
| 29 avril-4 mai      | Tour de Romandie             | 13e                             | 8              |
| 19-25 mai           | Tour de Catalogne            | 10e                             | 11             |
| 8-15 juin           | Critérium du Dauphiné libéré | 11e                             | 10             |
| 14-22 juin          | Tour de Suisse               | 12e                             | 9              |
| 2 août              | Classique de Saint-Sébastien | -                               | 0              |
| 25 août             | Grand Prix de Plouay         | 11e                             | 10             |
| 20-27 août          | Eneco Tour                   | 3e                              | 18             |
| 29 août-6 septembre | Tour d'Allemagne             | 9e                              | 12             |
| 7 septembre         | Vattenfall Cyclassics        | 16e                             | 5              |
| 14-20 septembre     | Tour de Pologne              | 15e                             | 6              |